# Liste australischer Jagdflieger im Zweiten Weltkrieg
In der Liste australischer Jagdflieger im Zweiten Weltkrieg sind Jagdpiloten der australischen Luftstreitkräfte (Royal Australian Air Force) im von 1939 bis 1945 dauernden Zweiten Weltkrieg aufgeführt, die mindestens 10 Abschüsse, teilweise bereits bei der Royal Air Force, erzielt hatten.

## Übersicht
Die Tabelle enthält die australischen Flieger ab 10 bestätigte Abschüssen mit
- Name
- Dienstgrad
- Zahl der bestätigten Luftsiege
- Auszeichnungen
- Einheit
- Todesdatum (†)

Anmerkung: Die Liste ist sortierbar: Durch Anklicken eines Spaltenkopfes wird die Liste nach dieser Spalte sortiert, zweimaliges Anklicken kehrt die Sortierung um.
| Name                     | Bild | Rang              | L    | Auszeichn. | Einheit/Squadron No. | †          |
| ------------------------ | ---- | ----------------- | ---- | ---------- | -------------------- | ---------- |
| Clive Caldwell           |      | Group Captain     | 28,5 | DSO, DFC   | 80 Wing RAAF         | 5.08.1994  |
| Adrian Goldsmith         |      | Squadron leader   | 17   | DFC        | 126 RAF 452 RAAF     | 25.03.1961 |
| Paterson Clarence Hughes |      | Flight lieutenant | 15   | DFC        | 64, 234, 247 RAF     | 7.09.1940  |
| Keith Truscott           |      | Squadron leader   | 15   | DFC        | 452, 76 RAAF         | 28.03.1943 |
| John Waddy               |      | Group Captain     | 15   | DFC, OBE   | 80 RAAF              | 11.09.1987 |
| Leslie Redford Clisby    |      | Flying officer    | 14   | DFC        | 1 RAF                | 15.05.1940 |
| Charles Scherf           |      | Squadron Leader   | 14   | DSO, DFC   | 418 Squadron         | 13.07.1949 |
| Nigel Cullen             |      | Flight lieutenant | 13   | DFC        | 80 RAF               | 4.03.1941  |
| Mervyn Shipard           |      |                   | 13   | DFC        | 68, 89 RAF           |            |
| Tony Gaze                |      | Squadron Leader   | 12   | DFC, OA    | 41, RAF              | 29.07.2013 |
| Andrew William Barr      |      | Wing commander    | 12   | DFC        | 3 RAAF               | 12.06.2006 |
| Bruce Bretherton         |      |                   | 12   | DFC        | 267 RAF              |            |
| Peter Turnbull           |      | Squadron Leader   | 12   | DFC        | 76 RAAF              | 27.08.1942 |
| John Yarra               |      |                   | 12   | DFC        | 185 RAF 453 RAAF     | 10.12.1942 |
| Hugo Armstrong           |      |                   | 11   | DFC        | 72 RAF, 452 RAAF     | 5.02.1943  |
| Charles Crombie          |      | Squadron Leader   | 11   | DSO, DFC   | 89 RAF               | 26.08.1945 |
| Howard Mayers            |      |                   | 11   | DSO, DFC   | 601 RAF              |            |
| William Millington       |      |                   | 11   | DFC        | 79, 249 RAF          | 30.10.1940 |
| Ropbert Whittle          |      |                   | 11   | DFM        | 250 RAF 86 RAAF      |            |
| Bobby Gibbes             |      | Wing commander    | 10   | DSO, DFC   | 3 RAAF               | 11.04.2007 |
| Virgil Brennan           |      | Flight lieutenant | 10   | DFC        | 249 RAF 79 RAAF      | 16.06.1943 |
| Edward Coate             |      |                   | 10   | DFC        | 272 RAF              |            |
| John Cock                |      |                   | 10   | DFC        | 72 RAF, 453 RAAF     |            |